# فرودگاه هرتا
فرودگاه هرتا (به انگلیسی: Horta Airport) (به زبان بومی: Aeroporto Internacional da Horta) یک فرودگاه همگانی مسافربری با کد یاتا HOR است که یک باند فرود آسفالت دارد و طول باند آن ۱۷۰۰ متر است. این فرودگاه در شهر اورتا کشور پرتغال قرار دارد و در ارتفاع ۳۶ متری از سطح دریا واقع شده‌است.

## شرکت‌های هواپیمایی و مقصدهای پروازی
| شرکت‌های هواپیمایی | مقصدهای پروازی                           |
| ----------------- | ---------------------------------------- |
| Azores Airlines   | لیسبون پورتلا                            |
| ساتا ایر آسوریس   | کوروو , فلورس، ژان پائولو دوم، لایس فیلد |